# Borborothis brunneri
Borborothis brunneri is een rechtvleugelig insect uit de familie Anostostomatidae. De wetenschappelijke naam van deze soort is voor het eerst geldig gepubliceerd in 1890 door Bolívar.